# 丹尼·德维托
丹尼·德维托（英語：Danny DeVito），全名小丹尼尔·迈克尔·德维托（英語：Daniel Michael DeVito Jr.，1944年11月17日—），是一位意大利血统美国演员、喜剧演员、导演和制片人。由於身材矮小的特点，他饰演了ABC和NBC的电视剧《出租车》（1978-1983年）中的调度员路易·德·帕尔玛，并因此獲得金球奖和艾美奖。
此外，丹尼·德维托在他的互联网公司“血液工厂”編劇與執導恐怖电影短片，並出演其中几个角色。

## 早年生活
丹尼於1944年11月17日在新泽西州海王鎮出生，父親老丹尼·德维托經營小生意。他們一家五口，包括父母及兩個姐姐住在阿斯伯里帕克，都是天主教徒。丹尼中學時期在寄宿學校讀書，及後到美國戲劇藝術學院進修。1966年畢業後加入劇團，表現舞台劇，並結識了現任妻子雷亚·帕尔曼。

## 個人生活

丹尼與妻子妻子雷亚·帕尔曼的合照（攝於2006年）

丹尼於1971年結識他的妻子，相識短短兩星期便共賦同居，至1982年正式結婚。他們育有三名子女，露西（1983年出生）、格雷斯（1985年出生）和雅各（1987年出生）。夫妻二人曾經在多齣影視作品中一同演出。2012年曾經鬧出分居傳聞。2013年據報已經和好如初。